# Cathédrale Notre-Dame-de-l'Immaculée-Conception de Bangui
Cette  cathédrale n’est pas la seule cathédrale de l'Immaculée-Conception.
La cathédrale Notre-Dame-de-l’Immaculée-Conception ou simplement cathédrale Notre-Dame de Bangui, est le principal lieu de culte des chrétiens catholiques en Centrafrique et le siège de l'archidiocèse de Bangui, communément appelé « mama dâ nzâpa » en langue locale sângô. Construite dans les années 1930, elle est située dans le 1er arrondissement de Bangui.

## Histoire
Le christianisme a vu le jour pendant l'installation des colonisateurs en cette portion d'Afrique centrale. Les missionnaires du Saint-Esprit se sont installés à Bangui en 1884, un an après la création de ce poste à l'extrême sud. L'église de Bangui, celle de Brazzaville et de Fort Lamy ont longtemps contribué au découpage administratif de l'Afrique-Équatoriale française (AEF).
La cathédrale est construite sur une concession de quatre hectares que Mgr Jean René Calloc'h obtient du gouverneur Augagneur, par arrêté du 9 avril 1924.
En 1977, la cathédrale accueille le couronnement de l'empereur Bokassa Ier et de son épouse Catherine.
En mars 2013, elle a été l'objet d'un pillage de la part de la coalition Seleka.
Le 29 novembre 2015, lors de sa tournée africaine, le pape François y ouvre la première des Portes Saintes quelques jours avant l'ouverture officielle du Jubilé de la Miséricorde, faisant ainsi de la capitale centrafricaine, ville ravagée par la guerre et parmi les plus pauvres du monde, « la capitale spirituelle du monde ».

## Attaque de mai 2014
Le 28 mai 2014, alors qu'elle abritait des milliers de refugiés, elle a subi l'attaque de musulmans radicaux qui ont tué 15 personnes, et en ont blessé une trentaine d'autres. Selon le père Frédéric Nakombo, secrétaire général de la commission épiscopale Justice et Paix, des hommes armés ont lancé des grenades dans l’église avant d’ouvrir le feu sur la foule, tuant notamment le prêtre Paul Emile Nzalé, âgé de 76 ans.

## Philatélie
En 1964, la République centrafricaine émet un timbre de 100 F représentant la cathédrale de Bangui.

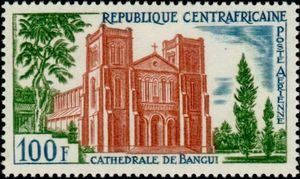
La cathédrale sur un timbre de 1964.